# Supermänner gegen Amazonen
Supermänner gegen Amazonen ist ein italienischer Trashfilm aus dem Jahr 1974. Er wurde von Alfonso Brescia als Teil der losen Tre supermen-Serie inszeniert. Deutscher Alternativ- und ehemaliger Kinotitel der Mischung aus Fantasyfilm, Eastern und Prügelkomik ist Sie hauen alle in die Pfanne. Erstaufführung in Italien war am 11. April 1974.

## Inhalt
Amazonen herrschen über das Land und tyrannisieren die Bevölkerung eines Dorfes. Dharma, ein Magier, ist einer der wenigen, die sich gegen sie auflehnen. Gleichzeitig ist er der Hüter des „ewigen Feuers“, das Unsterblichkeit verleihen soll. Das Dorf ist auf seiner Seite, da er Supermänner erschafft, die es gegen die Amazonen verteidigen. Nach seiner Ermordung übernimmt sein Schüler Aro diese Rolle und wird dabei von einem riesigen Gladiator, Moog, und dem Asiaten Chun unterstützt. Den dreien gelingt es, nach etlichen Kampfhändeln und amourösen Verwicklungen die Amazonen zu befrieden und die Zukunft des Dorfes zu sichern.

## Kritik
Die meisten Kritiken urteilten negativ, so im „Lexikon des Fantasy-Films“: „Ziemlich zähe Melange aus Akira Kurosawa, Western und der griechischen Mythologie; so recht nach dem Geschmack der Zuschauer, die man Turkey-Freunde nannte.“ oder das Lexikon des internationalen Films: „Missglückte Parodie auf Abenteuergeschichten, die mit faulem Zauber, Mythen und Kampfgetümmel unterhalten will. Trotz der spektakulären Inszenierung ermüdend und langweilig“. Matt Blake schreibt in seinem Genreüberblick, der Film sei nicht so bizarr oder verdreht, wie es die meisten Rezensenten glauben machen wollen, sondern mische eigenwillig Elemente von Sandalenfilm, Zorro-Streifen, Italowestern und Comicheldenverfilmungen.

## Sonstiges
- Die deutsche Synchronisation stammt aus dem Studio von Rainer Brandt[4] und ist mit den typischen Kalauern und  einer Schnodder-Synchronisation versehen. In der deutschen Version fehlen die ersten sechs Minuten des Films, in dem die Amazonen ein tödliches Turnier um die Nachfolge der Anführerin austragen.[5]

- Die Shaw Brothers waren als Produktionsgesellschaft am Film beteiligt.

- Zur Tre supermen-Serie des Produzenten Italo Martinenghi gehören außerdem folgende Filme:
 Die drei Supermänner räumen auf (I fantastici tre supermen, 1967); Drei tolle Kerle (Tre supermen a Tokyo, 1968); Che fanno i nostri supermen tra le vergini della giungla?, 1970; Drei Spaghetti in Shanghai (Crash! Che botte strippo strappo stroppio); …e così divennero i 3 supermen del West, 1973; Süpermenler, 1979; Üç süpermen olimpiyatlarda, 1984; Crash Boys (Tre supermen a Santo Domingo, 1986)